# São Miguel do Mato (Arouca)
São Miguel do Mato ist eine Gemeinde (Freguesia) im portugiesischen Kreis Arouca. In ihr leben 550 Einwohner (Stand 19. April 2021).